# Patriarchaat Moskou
Het Patriarchaat Moskou (Russisch: Московский Патриархат; Moskovski Patriarchat), afgekort MP (МП), is een van de officiële benamingen van de Russisch-Orthodoxe Kerk waarmee het predstojatel (patriarchaat, primaatschap, apostelschap) wordt erkend van de patriarch van Moskou en heel Rusland. Momenteel is de patriarch Kirill (zie lijst). 
Daarnaast verwijst de term - in de historische kerkliteratuur - naar het deel van de Russische Kerk dat tussen 1589 en eind 17e eeuw onder de jurisdictie van de Moskouse patriarchen stond. Dit ter onderscheid met enerzijds de gelovigen die onder het gezag van de metropoliet van Kiev en heel Rusland vielen en anderzijds de Russische bisdommen in het Pools-Litouwse Gemenebest.
Ook wordt de term gebruikt om de Russisch-Orthodoxe Kerk te onderscheiden van andere orthodoxe organisaties binnen de Russische traditie die geen contact hebben met het patriarchaat in Moskou of die een hoge mate van bestuurlijke onafhankelijkheid hebben van de Heilige Synode, zoals de Russisch-Orthodoxe Autonome Kerk (RPATS/ROAC), de Russisch-Orthodoxe Kerk in het Buitenland (ROCOR), het patriarchaal aartsbisdom van de Russisch-orthodoxe parochies in West-Europa en de oudgelovigen. Gelovigen van dergelijke Kerken duiden het patriarchaat altijd aan als 'MP' of 'Russisch-orthodoxe MP' (dus niet van "heel Rusland").
De Russisch-orthodoxe Kerk maakt sinds 2000 onderscheid tussen de Russische termen 'Московский Патриархат' en 'Московская Патриархия' (Moskovskaja patriarchia), waarbij de eerste officieel wordt gebruikt als aanduiding voor de Kerk en de tweede voor het geheel van organen die onder het bestuur van de patriarch staan.
Het patriarchaat Moskou zetelt in het Danilovklooster. De patriarch woont hier niet, hij resideert in de Chisty pereulok 5 (Russisch: Чистый переулок 5).